# Phoronida
Con meno di 20 specie, i Foronidei (Phoronida Haeckel, 1888) costituiscono uno dei più piccoli phyla fra gli animali. Vermiformi e privi di un capo differenziato, hanno una lunghezza variabile da qualche millimetro a mezzo metro e sono tutti marini.

## Habitat
Vivono singolarmente o in grossi aggregati (non coloniali) in ambiente litorale, entro tubi chitinosi autosecreti nei quali si muovono liberamente, affossati nella sabbia o fissi a substrati solidi come pali, conchiglie, rocce dove si alimentano per filtrazione come i briozoi.

Protetti e sostenuti dai loro tubi, hanno una cuticola sottile non chitinosa ed un lofoforo avvolto a spirale costituito da due pieghe parallele della parete del corpo, che viene dilatato idraulicamente grazie alla contrazione di muscoli circolari. Nella parete del corpo sono presenti muscoli longitudinali che permettono l'accorciamento del corpo ed il ritiro del lofoforo nel tubo.

## Anatomia

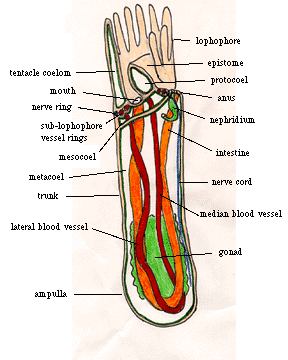

Sono i lofoforati più primitivi ed assomigliano vagamente ai sipunculidi con i quali non hanno relazioni evolutive, se non per il fatto di appartenere entrambi al clade Lophotrochozoa. Al contrario di questi ultimi, la cavità celomatica è ripartita in procele, mesocele e metacele che fanno capo rispettivamente alle tre regioni del corpo:
- prosoma: (o epistoma) un piccolo lobo cavo che sormonta la bocca situato all'interno del lofoforo;
- mesosoma: che fa capo ai tentacoli cavi che costituiscono il lofoforo. Questo assomiglia ad un ferro di cavallo, circonda la bocca ed è composto da una doppia serie di tentacoli cavi, fra le quali si apre la bocca. Le ciglia dei tentacoli determinano con il loro battito una corrente che trasporta le particelle alimentari, filtrate dai tentacoli e convogliate alla bocca. Nei pressi della bocca si apre anche l'orifizio anale, così situato per via della conformazione ritorta del canale alimentare (quale adattamento alla vita bentonica).
- metasoma: il tronco espanso posteriormente per garantire un solido ancoraggio dell'animale al suo tubo. La parete del corpo forma un sacco muscolo-cutaneo che racchiude un ampio celoma pieno di un liquido contenente molte cellule libere come leucociti e cellule germinali in via di sviluppo.

### Apparato vascolare
A differenza degli altri lofoforati, hanno un apparato vascolare chiuso con due vasi longitudinali che fungono da pompe ed eritrociti contenenti un tipo proteico simile all'emoglobina. Un paio di metanefridi filtra il liquido del celoma e l'urina viene eliminata tramite due pori nefridiali dai quali escono i gameti, situati vicino all'ano.

### Il sistema nervoso
Il sistema nervoso è piuttosto rudimentale e localizzato nell'epidermide; esso comprende un ganglio cerebroide posto vicino al lofoforo e un cingolo periesofageo. I nervi permettono ai muscoli longitudinali di contrarsi, grazie ai quali l'animale può ritirarsi con grande velocità entro il suo tubo in caso di disturbo.

### Apparato riproduttivo
Tutti ermafroditi, formano i gameti nel peritoneo parietale e li emettono dal celoma attraverso i tubuli metanefridiali e vengono poi trasportati in un solco esterno nello spazio compreso fra le pieghe dei tentacoli, dove avviene la fecondazione incrociata.

Ovari e testicoli maturano simultaneamente, ciononostante, l'autofecondazione sembra essere un evento del tutto eccezionale. Le uova di alcune specie sono planctoniche, mentre altre vengono incubate nel lofoforo.

La segmentazione dello zigote avviene secondo una modalità esclusiva, una probabile variante della segmentazione radiale. La formazione del celoma assomiglia alla modalità enterocelica, però, trattandosi lofotrocozoi, e quindi di protostomi, il blastoporo dà luogo alla bocca. Dopo la gastrulazione si sviluppa una larva con intestino rettilineo, allungata e ciliata detta actinotrocha, descritta come specie a sé 13 anni prima che venissero conosciuti gli adulti. L'actinotrocha è una variante della trocofora (cioè la morfologia larvale ancestrale dei lofotrocozoi) ed è, come questa, liberamente natante.

## La vita planctonica
La vita planctonica ha una durata piuttosto lunga, mentre la metamorfosi è brevissima (anche 15-30 minuti). Dopo la metamorfosi, l'animale scende sul fondo, spesso nelle vicinanze di altri individui, e comincia a secernere il tubo chitinoso. La riproduzione agamica avviene per gemmazione e scissione trasversale, presente solo in alcune specie, modalità che permette la formazione di cloni.